# Leonor de Bourbon
Leonor de Bourbon (em francês:  Éleonore de Bourbon; 30 de abril de 1587 – 20 de janeiro de 1619) foi princesa de Orange de 1606 a 1618, como consorte do príncipe Filipe Guilherme de Orange.

## Biografia
Era filha de Henrique I de Bourbon e de Carlota de La Trémoille, Príncipes de Condé. Não conheceu o seu pai uma vez que nasceu pouco tempo após o seu nascimento em circunstâncias nunca esclarecidas. O seu irmão, Henrique II de Bourbon-Condé, nascido póstumo, foi o herdeiro da coroa de França durante mais de dez anos.
A 23 de novembro de 1606, Leonor casa no castelo de Fontainebleau, com o príncipe Filipe Guilherme de Orange. Para o marido, que já tinha 51 anos, este casamento era a condição para que lhe fosse restituído o Principado de Orange, localizado em território francês. O noivo era filho de Guilherme I de Orange-Nassau, o Taciturno, príncipe de Orange e héros da guerra de independência das Províncias Unidas conta os espanhóis. Em 1568, quando era estudante em Lovaina, ele fora levado para Espanha onde fora mantido como refém pelo rei Filipe II.
Aquando da morte de seu pai , assassinado em 1584, ele herda o Principado de Orange mas deve aguardar até 1598 para recuperar as suas terras. Ao regressar aos Países Baixos, e por se ter mantido católico, entra em oposição com o irmão mais novo, Maurício de Nassau, que sucedera ao pai como stathouder. Será apenas em 1609 que o rei de França Henrique IV consegue reconciliar os dois irmãos.
Leonor acompanha o seu marido nas suas frequentes deslocações entre Bruxelas e Orange. O casamento será feliz apesar da ausência de descendência.